# ゴマフシビレエイ
ゴマフシビレエイ (Torpedo californica) はヤマトシビレエイ科に属するエイの一種である。北東太平洋の沿岸域固有種で、深度200メートルまでの砂地・岩礁・藻場、稀に外洋で見られる。全長は1.4メートルに達し、縁の滑らかな噴水孔を持つ。体色は暗灰色から褐色で、暗い斑点がある。体型は典型的なヤマトシビレエイ属のもので、幅広く丸い体盤、2基の背鰭を持つ太い尾、よく発達した尾鰭を持つ。
単独性、夜行性であり、捕食・防御の目的で45ボルト程度の電気を放出することができる。餌は主に硬骨魚で、日中は砂中での待ち伏せによって、夜間は積極的な狩りによって捕える。無胎盤性胎生で、雌は1年おきに17 - 20匹の仔魚を産む。電気ショックはダイバーにとって潜在的に危険である。本種は他のシビレエイとともに医学研究のモデル生物として用いられる。大量漁獲が行われていないため、IUCNは本種を軽度懸念としている。

## 分類
カリフォルニア科学アカデミーの初代魚類学キュレーターであるウィリアム・オービル・エアーズによって命名された。種小名 californica はカリフォルニア州で標本が得られたことに由来する。エアーズは1855年、アカデミー紀要の創刊号にこの記録を掲載したが、タイプ標本は指定されなかった。1861年テオドール・ギルは、噴水孔の周辺が滑らかであることから本種を新属Tetronarceに置いた。その後、Tetronarce はヤマトシビレエイ属 Torpedo の亜属と見なされるようになった。ペルー・チリ・日本などの沿岸で見られる類似個体も、おそらく本種である。他の英名としてCalifornia torpedo ray, Pacific torpedo、また、単にelectric ray、torpedo rayとも呼ばれる。

## 分布
米西岸で見られる唯一のシビレエイで、南はバハ・カリフォルニアのセバスティアン・ビスカイノ湾から、北はブリティッシュコロンビア州のディクソンエントランスまで分布する。カリフォルニア州、ポイント・コンセプションの南で最もよく見られるが、北方にも幾つかの個体群があると考えられる。
カリフォルニア州では主に深度3-30メートルで見られるが、バハカリフォルニアでは深度100-200メートルとなる。最大で深度425メートルから記録がある。水温10 - 13℃を好む。主に砂地・岩礁・藻場で見られるが、モントレー郡、Point Pinosの西17キロメートル、水深3キロメートルの地点において、海面下10メートルを泳ぐ本種が撮影されている。他の観察記録と併せて考えると、本種は定期的に沿岸から上洋層を回遊すると推測される。

## 形態

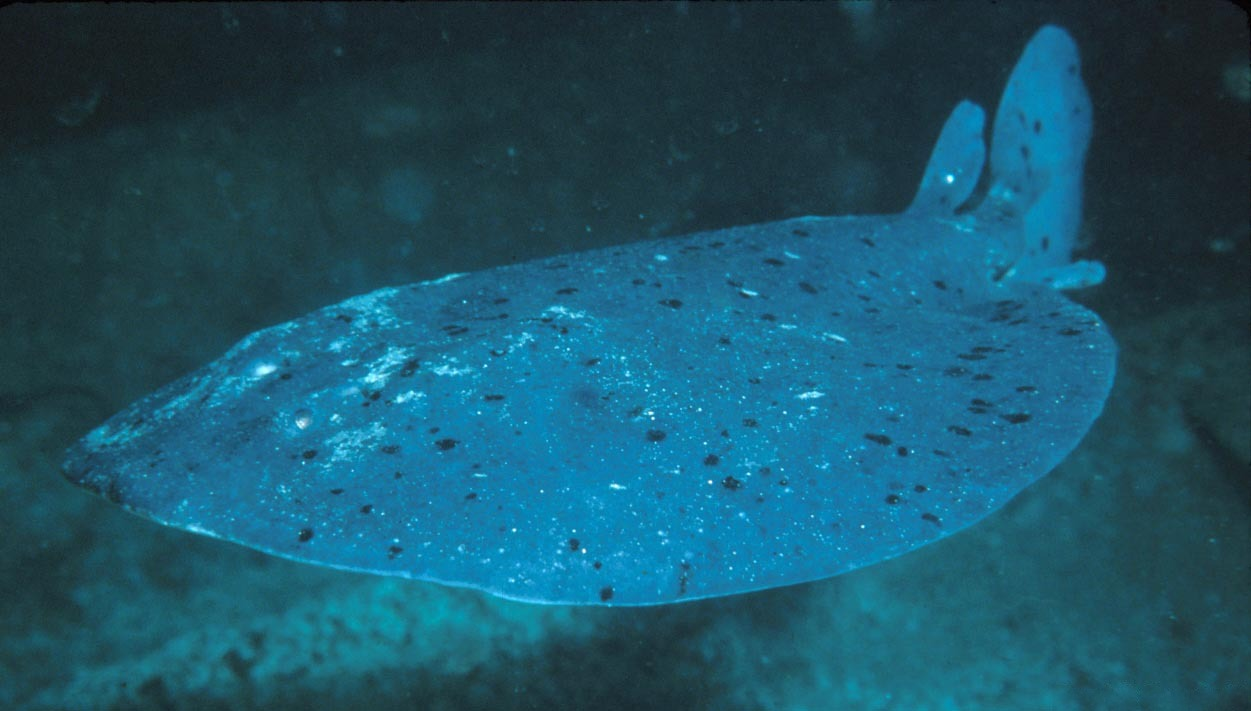
背面に黒い斑点を持つ個体もいる。

体は柔らかく、皮歯を欠く。体盤は楕円形で、幅は長さの1.2倍になる。前縁はほぼ直線で、1対の腎臓形の発電器官が皮下に視認できる。眼は小さく、その後方には縁の滑らかな噴水孔がある。噴水孔から吻端までの長さは、噴水孔間の長さの1.8倍である。鼻孔間の皮褶はほぼ口に達し、縁は弧を描いた深い溝となっている。口から吻端までの長さは、口の幅にほぼ等しく、口から鼻孔までの長さの3倍である。上顎に25 - 28、下顎に19 - 26の歯列がある。歯は小さく滑らかで、鋭い1本の尖頭がある。
2基の背鰭があり、第一背鰭は第二背鰭の2倍以上の大きさで、腹側には大きな腹鰭がある。尾は短くてT頑丈で、末端には大きな三角形の尾鰭がある。尾鰭の後縁は直線的である。背面は暗灰色から褐色で、成長とともに小さな黒い斑点が出現する。腹面は白い。雄は0.9メートル、雌は1.4メートルに達する。最大で41キログラムの記録がある。

## 生態
油を蓄えた大きな肝臓と低密度の体組織を持つことから、ほぼ中性浮力を持ち、泳がずに水中に浮かぶことができる。体盤は硬くて余り動かず、推進力は太く筋肉質の尾によって生み出される。遠隔測定法を用いた研究では、本種は夜間に泳ぎ回って岩礁などに出現する一方、日中は開けた場所で堆積物に埋もれている。複数個体が同じ場所で休むことはあるが、群れは作らず定住もしない。
他のシビレエイと同じように、防御・捕食に強力な電気ショックを用いる。1対の発電器官は筋肉由来で、体重の15%を占める。これは、数百枚のゼラチン質の”発電板”が縦に積み重なり、六角形の柱を構成し、これがさらに数千本集合した構造である。大型の成体では45ボルト程度、内部抵抗の低さから電力は1キロワットに達する。直流のパルスを発し、各パルスは4 - 5ミリ秒持続する。攻撃時のパルス頻度は、最初150 - 200回毎秒であるが、その後減少していく。獲物の大きさに応じ、最大で1,000回を超えるパルスを放つことができる。パルスの頻度は水温とともに増加する。
大型で電気ショックも持つため、天敵はほぼいない。サンタカタリナ島沖でシャチに捕食されていた1例がある。ノッポコロモガイ Cancellaria cooperi は本種やカスザメ属などの底生魚に付く寄生性巻貝であり、粘液に含まれる化学物質を目印に体表に付着した後、吻で皮膚に切れ目を入れて吸血する。他の寄生虫としてはカイアシ類の Trebius latifurcatus、吸虫の Amphibdelloides maccallumi,、条虫の Acanthobothrium hispidumなどが知られる。

### 摂餌

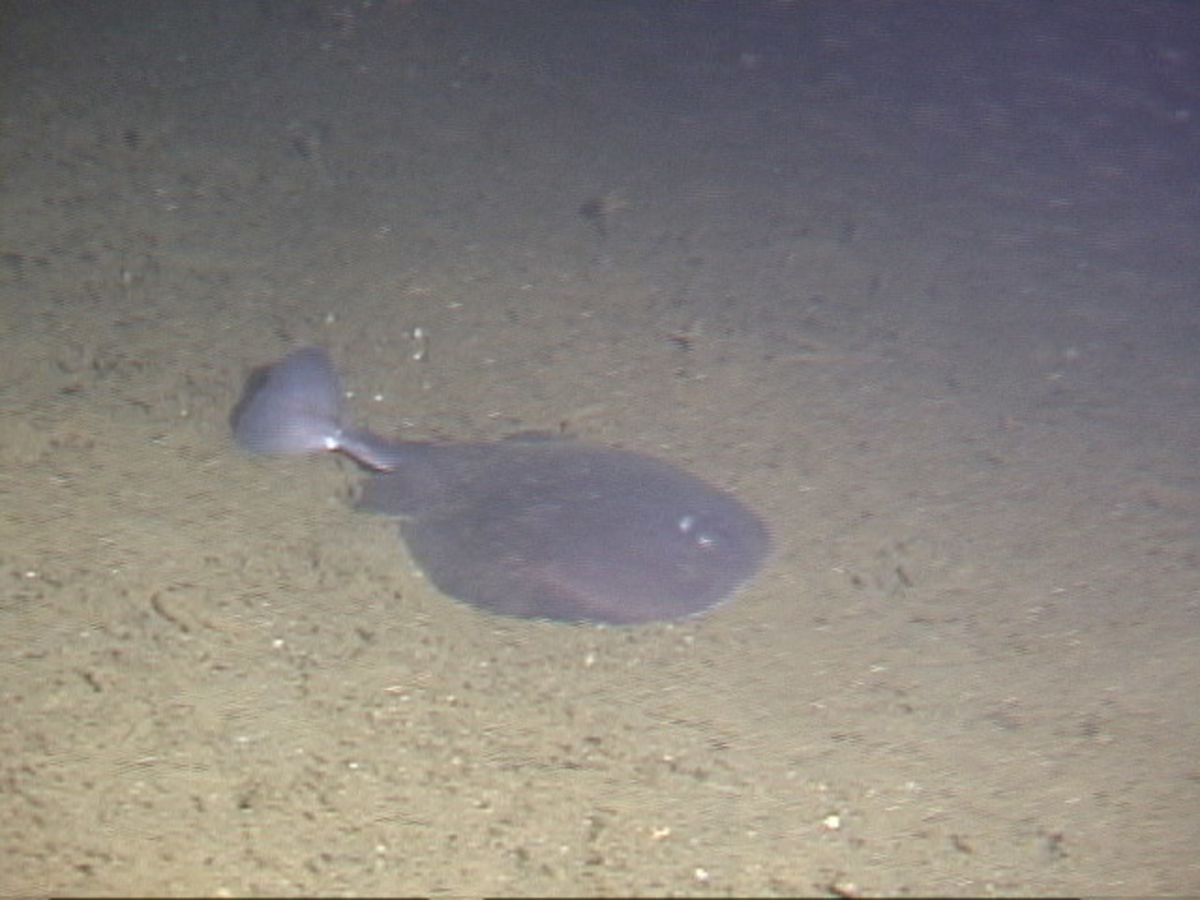
夜間に海底で狩りを行う。

主にイワシ・タラ・サバ・ニベ・メバル・カレイなどの硬骨魚を食べるが、頭足類なども稀に捕食する。口を大きく広げることができ、全長1.2メートルの雌が、全長の半分に及ぶギンザケを飲み込んでいた記録がある。日中は待ち伏せ型捕食者で、魚が頭の近くを通りかかると飛び出して体盤で包み込み、電気ショックを浴びせて気絶させて丸呑みする。このプロセスにはおよそ2分間かかる。
夜間には、多くの昼行性魚類が海底近くに降りてくるため、これらを積極的に捕食するようになる。ゆっくり泳ぐか浮かびながら獲物を追跡し、5センチメートル程度まで近づくと突進して体盤で包み、電気ショックを浴びせる。獲物を確実に包み込むため、側方・前方に宙返りを行うこともある。麻痺した獲物は、胸鰭のうねりを用いて口に運ばれる。ある記録では、75センチメートルの雌が20センチメートルのジャックアジ Trachurus symmetricus を10秒以下で捕食した。モントレー湾での夜間表層曳網による調査で本種が大量に捕獲されたことから、本種は夜間には小魚を求めて表層に移動していると推測できる。
本種は一日中獲物を捕食するが、獲物への反応は夜間のほうが速い。多くの獲物は夜間、または濁った水中で捕食されており、視覚は役に立たないため、代わりにロレンチーニ器官による電気受容が用いられている。電極により人工的な電場を作って行った野外実験では、本種は距離が近い獲物よりもより動きが速い獲物を好むようで、機械受容器である側線も捕食に重要であることが示された。

### 生活史
無胎盤性胎生であり、胚は最初卵黄によって成長するが、その後特殊化した子宮壁から分泌される、タンパク・脂質・粘液などを含んだ”子宮乳”による組織栄養に切り替わる。成熟雌は1対の卵巣・子宮を持つ。雄は毎年、雌は1年おきに繁殖行動をとる。妊娠期間は未知である。産仔数は17 - 20で、卵子数（おそらく産仔数も）は雌の大きさに影響を受ける。
出生時は18 - 23センチメートルで、生後1年でさらに25センチメートルほど成長する。雄は雌より成長が早いが、最終的なサイズは雌より小さい。雄は7歳・65センチメートル、雌は9歳・73センチメートル程度で性成熟する。発見された最高齢個体は16歳だが、成長曲線を外挿すると、最大寿命は24歳程度と推定される。

## 人との関連
電気ショックは成人を気絶させるほどの威力がある。特に夜間には注意する必要があり、刺激すると口を開けて向かってくることがある。死亡例は報告されていないが、いくつかの致命的な、原因不明の事故に関与している可能性がある。餌を拒否するために飼育は困難だったが、2000年よりベイ水族館・モントレー湾水族館において動く餌を用いた飼育がある程度の成功を収めている。
近縁種とともにモデル生物として扱われており、発電器官に豊富に含まれるニコチン性アセチルコリン受容体やアセチルコリンエステラーゼなどの神経系タンパクが利用される。1970-80年代、本種とTorpedo marmorata より得られたアセチルコリン受容体が最初に単離・配列決定された神経伝達物質受容体となり、これは神経生物学における1つのランドマークとされている。さらに、重症筋無力症の病態生理学の解明など幾つかの研究においても重要な役割を果たしている。研究用途の個体を漁獲するために、カリフォルニア南部で小規模商業漁業が営まれている。2005年にはこの漁業に従事する漁業者は2名ほどだった。
他の点では経済的価値はない。底引き網、刺し網や釣りによって混獲されるが、個体数への影響は少ないと考えられるため、IUCNは軽度懸念としている。太平洋漁業管理委員会は本種の漁業を管理していない。